# Daniel Hess
Pour les articles homonymes, voir Hess.
Daniel Hess, né à Zurich le 20 août 1965, est un compositeur suisse.

## Biographie
Daniel Hess a étudié l'alto aux conservatoires de Zurich, Lucerne et Jérusalem. Puis il a étudié la composition à la Musikhochschule Luzern avec Caspar Diethelm et a complété sa formation avec Rudolf Kelterborn et Josef Haselbach.
Avec son Quatuor à cordes nº 1, il a remporté le 1er prix du Concours de Composition de Reinach (Bâle-Campagne) en 1986. En 1991 a été créée la Symphonie nº 1. Il a donné des concerts en Suisse, Ukraine, Allemagne et Israël. Sa Symphonie nº 4 "Hero und Leander" a été créée en 2004. C'est une œuvre commandée pour l'Internationale Jugendsinfonieorchester Elbe-Weser en Allemagne.
Daniel Hess vit avec sa famille à Winterthour.

## Œuvres
- 1986 : Quatuor à cordes nº 1
- 1987 : Neshama pour alto solo
- 1989 : Sonata per 3 strumenti pour alto, violoncelle et piano
- 1990 : Symphonie nº 1 "Jerusalem" pour orchestre
- 1993 : Canzoni pour flûte, clarinette (en si), violon, violoncelle, piano et percussion
- 1996 : "... wenn man müde ist..." und andere Stücke pour alto (ou violoncelle) et piano, Musik Verlag Nepomuk
- 1997 : Symphonie nº 2 "Catull" pour orchestre
- 1997 : Quatuor à cordes nº 4
- 1997 : Welke Blätter Violinsonate pour violon et piano, Viersätzige Sonate d'après des textes de Selma Meerbaum-Eisinger (1924–1942).
- 1998 : Schwarz – Weiss. opéra pour enfants, Texte d'Andreas Mildner
- 1999 : Divertimento pour flûte et clavecin
- 1999 : Sonate pour alto solo
- 2000 : Gesänge der Sappho pour flûte, clarinette, violon, alto, violoncelle, piano, percussion et bande magnétique
- Symphonie nº 3 pour orchestre
- 2002 : 
  - Broadway Boogie-Woogie. concerto pour piano et orchestre. Musique pour la tableau de Piet Mondrian "Broadway Boogie Woogie" (1944).
  - Symphonie nº 4 "Hero und Leander" pour orchestre
- 2004 : Threnos pour alto solo
- 2004 : Elegie "In memoriam Caspar Diethelm" pour alto et piano
- 2004 : 
  - J.P. nº 21 "Reflexionen" für Streichtrio zum Gemälde "Number 21" von Jackson Pollock
  - "... vom lieblichen Licht der Sonne..." Serenata messàpica pour flûte, alto, harpe et violoncelle
  - Io saturnalia. Festmusik pour chœur et orchestre
- 2006 : Sonate nº 2 pour alto et piano
- 2007 : Kammerkonzert pour alto et orchestre à cordes
- 2008 : Strophen – D'après des textes de Hugo Bollschweiler et Franz Hohler.  Pour soprano et petit ensemble

## Source de la traduction
- (de) Cet article est partiellement ou en totalité issu de l’article de Wikipédia en allemand intitulé « Daniel Hess » (voir la liste des auteurs).